# Pilea howardiana
Pilea howardiana är en nässelväxtart som beskrevs av J.D. Skean och W.S. Judd. Pilea howardiana ingår i släktet pileor, och familjen nässelväxter. Inga underarter finns listade i Catalogue of Life.